# كبشان (الدوادمي)
كبشان، هي قرية من فئة (أ) تقع في محافظة الدوادمي، والتابعة لمنطقة الرياض في السعودية. وتبعد كبشان عن محافظة الدوادمي بمسافة تقارب (130) كم. لشيخ سلطان ابوخشيم